# Objaw Asboe-Hansena
Objaw Asboe-Hansena (ang. Asboe-Hansen sign) inaczej pośredni objaw Nikolskiego – objaw występujący w chorobach pęcherzowych: po naciśnięciu pokrywy pęcherza występuje poszerzenie powierzchni skóry zajmowanej przez pęcherz. Jest wyrazem klinicznym akantolizy, podobnie jak objaw Nikolskiego; niepełna akantoliza w skórze pozornie niezmienionej otaczającej zmianę skórną uwidacznia się, gdy połączenia komórkowe są rozrywane przez zwiększone uciskiem ciśnienie płynu w pęcherzu. 
Nazwa objawu honoruje duńskiego dermatologa, Gustava Asboe-Hansena (1917–1989).